# Tony Chursky
Tony Chursky (New Westminster, 13 giugno 1953) è un ex calciatore canadese, di ruolo portiere.

## Carriera

### Club
Dopo aver giocato nei campionati statali della Columbia Britannica, milita nella rappresentativa calcistica della Simon Fraser University, istituto che lo inserirà nel proprio famedio sportivo nel 1987.
Nel 1975 viene ingaggiato dai Seattle Sounders, entrando però a far parte della prima squadra solo dall'anno seguente. Con i Sounders raggiungerà come miglior piazzamento la finale per il titolo nella stagione 1977, persa contro i N.Y. Cosmos. Con l'allora compagno di squadra Adrian Webster ha pubblicato nel 2019 il libro "Sounders Together, Friends Forever", in cui ripercorre con storie e aneddoti la loro amicizia ed i primi anni dei Sounders.
Nella stagione 1979 passa ai California Surf, che nel corso del campionato lo cederanno ai Chicago Sting, con cui raggiungerà i quarti di finale dei play-off per il titolo.
Nella stagione 1980 passa ai Toronto Blizzard, con cui nella North American Soccer League 1982 raggiunge i quarti di finale dei play-off.
Con i Blizzard e i Tacoma Stars si dedicò anche all'indoor soccer. Nel 2004 è stato inserito nel Canada Soccer Hall of Fame.

### Nazionale
Chursky ha giocato diciannove incontri con la nazionale di calcio del Canada, incassando venticinque reti.

## Statistiche

### Cronologia presenze e reti in Nazionale
| Cronologia completa delle presenze e delle reti in nazionale ― Canada | Cronologia completa delle presenze e delle reti in nazionale ― Canada | Cronologia completa delle presenze e delle reti in nazionale ― Canada | Cronologia completa delle presenze e delle reti in nazionale ― Canada | Cronologia completa delle presenze e delle reti in nazionale ― Canada | Cronologia completa delle presenze e delle reti in nazionale ― Canada | Cronologia completa delle presenze e delle reti in nazionale ― Canada | Cronologia completa delle presenze e delle reti in nazionale ― Canada |
| Data                                                                  | Città                                                                 | In casa                                                               | Risultato                                                             | Ospiti                                                                | Competizione                                                          | Reti                                                                  | Note                                                                  |
| --------------------------------------------------------------------- | --------------------------------------------------------------------- | --------------------------------------------------------------------- | --------------------------------------------------------------------- | --------------------------------------------------------------------- | --------------------------------------------------------------------- | --------------------------------------------------------------------- | --------------------------------------------------------------------- |
| 1°-8-1973                                                             | Toronto                                                               | Canada                                                                | 1 – 3                                                                 | Polonia                                                               | Amichevole                                                            | -3                                                                    |                                                                       |
| 12-11-1973                                                            | Port-au-Prince                                                        | Haiti                                                                 | 0 – 1                                                                 | Canada                                                                | Amichevole                                                            | -                                                                     |                                                                       |
| 12-4-1974                                                             | Hamilton                                                              | Haiti                                                                 | 0 – 0                                                                 | Canada                                                                | Amichevole                                                            | -                                                                     |                                                                       |
| 9-10-1974                                                             | Francoforte sull'Oder                                                 | Germania Est                                                          | 2 – 0                                                                 | Canada                                                                | Amichevole                                                            | -2                                                                    |                                                                       |
| 31-10-1974                                                            | Varsavia                                                              | Polonia                                                               | 2 – 0                                                                 | Canada                                                                | Amichevole                                                            | -2                                                                    |                                                                       |
| 5-1-1975                                                              | L'Avana                                                               | Cuba                                                                  | 4 – 0                                                                 | Canada                                                                | Amichevole                                                            | -4                                                                    |                                                                       |
| 24-9-1976                                                             | Vancouver                                                             | Canada                                                                | 1 – 1                                                                 | Stati Uniti                                                           | Qual. Mondiali 1978                                                   | -1                                                                    |                                                                       |
| 10-10-1976                                                            | Vancouver                                                             | Canada                                                                | 1 – 0                                                                 | Messico                                                               | Qual. Mondiali 1978                                                   | -                                                                     |                                                                       |
| 20-10-1976                                                            | Seattle                                                               | Stati Uniti                                                           | 2 – 0                                                                 | Canada                                                                | Qual. Mondiali 1978                                                   | -2                                                                    |                                                                       |
| 27-10-1976                                                            | Toluca                                                                | Messico                                                               | 0 – 0                                                                 | Canada                                                                | Qual. Mondiali 1978                                                   | -                                                                     |                                                                       |
| 11-9-1977                                                             | Port of Spain                                                         | Trinidad e Tobago                                                     | 1 – 1                                                                 | Canada                                                                | Amichevole                                                            | -1                                                                    |                                                                       |
| 12-10-1977                                                            | Città del Messico                                                     | Suriname                                                              | 1 – 2                                                                 | Canada                                                                | Qual. Mondiali 1978                                                   | -1                                                                    |                                                                       |
| 16-10-1977                                                            | Città del Messico                                                     | Guatemala                                                             | 1 – 2                                                                 | Canada                                                                | Qual. Mondiali 1978                                                   | -1                                                                    |                                                                       |
| 20-10-1977                                                            | Monterrey                                                             | Haiti                                                                 | 1 – 1                                                                 | Canada                                                                | Qual. Mondiali 1978                                                   | -1                                                                    |                                                                       |
| 22-10-1977                                                            | Monterrey                                                             | Messico                                                               | 3 – 1                                                                 | Canada                                                                | Qual. Mondiali 1978                                                   | -3                                                                    |                                                                       |
| 15-9-1980                                                             | Vancouver                                                             | Canada                                                                | 4 – 0                                                                 | Nuova Zelanda                                                         | Amichevole                                                            | -                                                                     |                                                                       |
| 9-11-1980                                                             | Tegucigalpa                                                           | Honduras                                                              | 2 – 0                                                                 | Canada                                                                | Amichevole                                                            | -2                                                                    |                                                                       |
| 12-10-1981                                                            | San Fernando                                                          | Trinidad e Tobago                                                     | 2 – 4                                                                 | Canada                                                                | Amichevole                                                            | -2                                                                    | 46’                                                                   |
| 14-10-1981                                                            | Pointe-à-Pitre                                                        | Guadalupa                                                             | 1 – 2                                                                 | Canada                                                                | Amichevole                                                            | -1                                                                    | 46’                                                                   |
| Totale                                                                |                                                                       | Presenze                                                              | 19                                                                    |                                                                       | Reti                                                                  | -25                                                                   |                                                                       |